# Gemeindehaus (Loffeld)

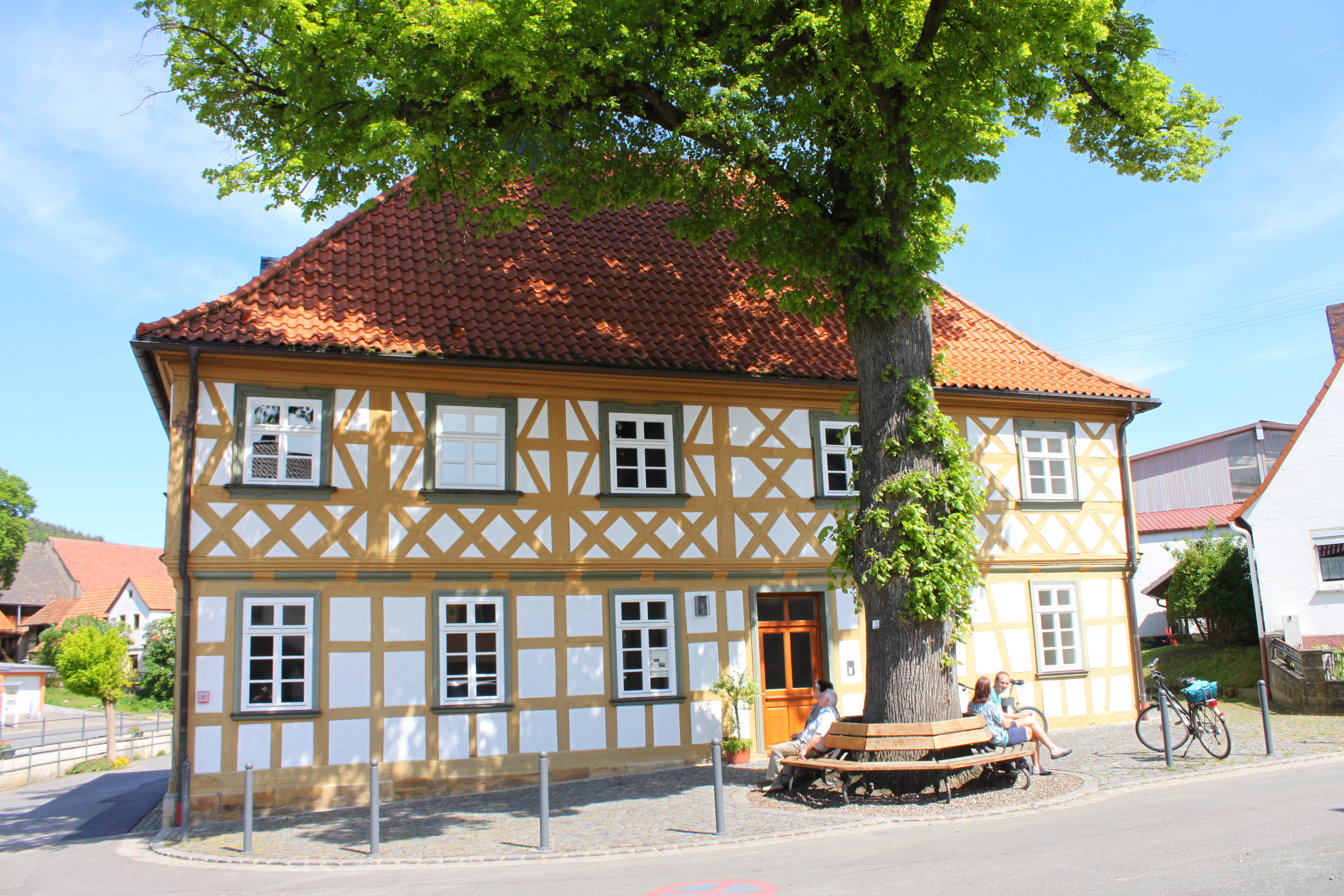
Gemeindehaus in Loffeld

Das Gemeindehaus in Loffeld, einem Stadtteil von Bad Staffelstein im oberfränkischen Landkreis Lichtenfels in Bayern, wurde 1751/52 errichtet. Das Fachwerkhaus am Mühlteich 1 ist ein geschütztes Baudenkmal.
Der zweigeschossige Walmdachbau mit Dachreiter im Zentrum des Dorfes diente als  Schmiede, als Betsaal und bis vor einigen Jahren als Schule.
In den 2000er Jahren erfuhr das Gemeindehaus eine umfassende Renovierung und wird seitdem als Kulturzentrum mit einer Ausbildungsstätte für junge Musiker genutzt. Die Dorfgemeinschaft Loffeld erhielt im Jahr 2010 für die vorbildliche Renovierung des Baudenkmals die Denkmalschutzmedaille des Freistaates Bayern.